# General Alvear (partido)
Pour les articles homonymes, voir General Alvear.
General Alvear est un partido de la province de Buenos Aires fondé en 1891 dont la capitale est General Alvear.